# Aliyá Moldagulova
Aliyá Nurmuhametqyzy Moldagulova (en kazajo: Әлия Нұрмұхамедқызы Молдағұлова; 25 de octubre de 1925 - 14 de enero de 1944) fue una francotiradora soviética, que recibió el título de Héroe de la Unión Soviética después de morir en combate el 14 de enero de 1944 tras sufrir heridas de gravedad.

## Biografía

### Infancia y juventud
Moldagulova nació el 25 de octubre de 1925 en Bulak, RSS de Kazajistán, Unión Soviética (actualmente distrito de Khobdinsky de la provincia de Aktobé). Perdió a sus padres durante la infancia por lo que pasó a vivir con su tío en Almatý. En 1935 se mudó a Leningrado, donde su tío estaba inscrito en una academia de transporte militar. En el otoño de 1939, a la edad de 14 años, fue enviada al orfanato desde donde fue evacuada cuando comenzó la guerra en 1942, a través del lago de Ládoga. Después de graduarse de la escuela secundaria de Kírov, recibió una beca para la Escuela de Aviación Técnica Rybinsk el 1.º de octubre.

### Segunda Guerra Mundial
Después de estudiar en la Escuela de Aviación Técnica de Rybinsk durante tres meses, solicitó un permiso para unirse al Ejército Rojo. En mayo de 1943, se inscribió en la Escuela Central de Capacitación para Francotiradores de Mujeres, donde recibió capacitación para la guerra. En julio de ese mismo año, después de graduarse y hacer el juramento militar, fue desplegada junto con la 54.ª Brigada Independiente de Fusileros, junto con sus compañeros del centro de entrenamiento.
En enero de 1944, su brigada tendió una emboscada a los alemanes en el ferrocarril Novosokólniki - Dno. Más tarde, se dio cuenta de que su comandante había desaparecido y asumió el mando. Después de asumir el mando de su brigada, inspiró a sus compañeros gritando "¡Hermanos, soldados, síganme!", haciendo que el batallón presionara el ataque invadiendo la posición de la Wehrmacht.
El 14 de enero de 1944, durante un combate cuerpo a cuerpo, Moldagulova fue alcanzada por la explosión de una mina terrestre y fue levemente herida. A pesar de la herida, luchó contra los combatientes enemigos hasta ser herida de muerte.
Moldagulova murió de una herida de bala más tarde ese mismo día después de escribir una carta a su hermana. El 4 de junio de 1944, Moldagulova recibió (póstumamente) el título de Héroe de la Unión Soviética y la Orden de Lenin.
Moldagulova fue enterrada en una fosa común en Monakovo, Pskov.
A Moldagulova se le atribuyó la muerte de 91 combatientes enemigos durante su carrera.

## Legado
- El 9 de mayo de 1995, como parte del 50 aniversario de la finalización de la Segunda Guerra Mundial, Kazajistán emitió una estampilla dedicada a Aliya Moldagulova.[4]
- En 1997 se erigió un monumento a su nombre en la Plaza Astaná.[5]

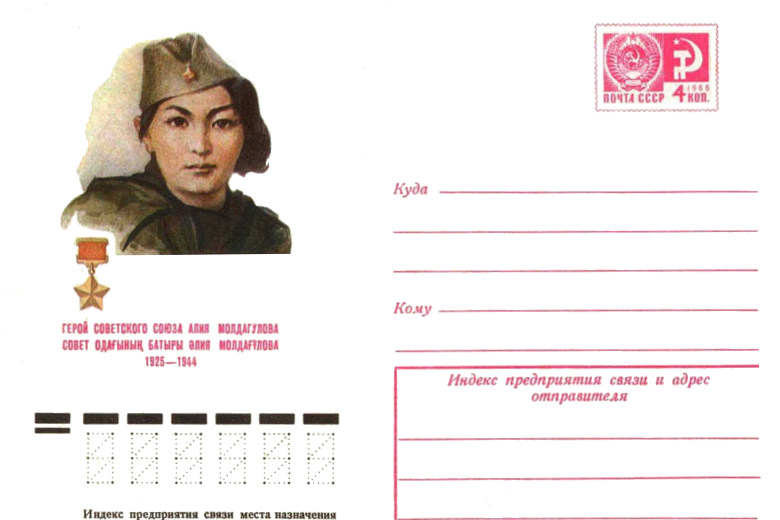
Sobre soviético de 1975 mostrando a Moldagulova.
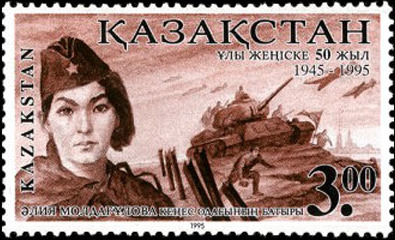
Estampilla de 1995 de Kazajistán con Moldagulova

### Listas relacionadas
- Lista de heroínas de la Unión Soviética